# 特琳·特勒尔森
特琳·特勒尔森（丹麥語：Trine Troelsen，1985年5月2日—），丹麦女子手球运动员。她曾代表丹麦国家队参加2012年夏季奥林匹克运动会女子手球比赛，结果获得第九名。